# 伦顿 (华盛顿州)
倫頓（Renton）是位於美國華盛頓州金郡、西雅圖郊區的一個城市。2010年美國人口普查時人口為90,927人。依據人口計算，倫頓是華盛頓州第九大城和金郡第四大城。這座城市也是許多公司的製造或技術據點，如波音、帕卡（Paccar）等。